# Partecipanti al Circuit Franco-Belge 2023
Elenco dei partecipanti al Circuit Franco-Belge 2023.
Il Circuit Franco-Belge 2023 è stato l'ottantaduesima edizione della corsa. Alla competizione presero parte 20 squadre: 7 con licenza UCI World Tour 2023, 9 UCI ProTeam e quattro UCI Continental Team.
Partenza con 137 ciclisti accreditati.

## Corridori per squadra
Nota: R ritirato, NP non partito, FT fuori tempo, SQ squalificato
| Alpecin-Deceuninck          | Alpecin-Deceuninck          | Alpecin-Deceuninck          | AG2R Citroën Team                 | AG2R Citroën Team                 | AG2R Citroën Team                 | Cofidis                    | Cofidis                    | Cofidis                    |
| --------------------------- | --------------------------- | --------------------------- | --------------------------------- | --------------------------------- | --------------------------------- | -------------------------- | -------------------------- | -------------------------- |
| N°                          | Ciclista                    | Clas.                       | N°                                | Ciclista                          | Clas.                             | N°                         | Ciclista                   | Clas.                      |
| 1                           | Jasper Philipsen            | NP                          | 11                                | Stan Dewulf                       | 11°                               | 21                         | Piet Allegaert             | R                          |
| 2                           | Dries De Bondt              | R                           | 12                                | Pierre Gautherat                  | 50°                               | 22                         | Bryan Coquard              | R                          |
| 3                           | Senne Leysen                | R                           | 13                                | Oliver Naesen                     | 39°                               | 23                         | Alexandre Delettre         | 18°                        |
| 4                           | Lionel Taminiaux            | 23°                         | 14                                | Marc Sarreau                      | NP                                | 24                         | Pierre-Luc Périchon        | R                          |
| 5                           | Oscar Riesebeek             | R                           | 15                                | Lawrence Naesen                   | 30°                               | 25                         | Jelle Wallays              | R                          |
| 6                           | Oscar Riesebeek             | R                           | 16                                | Greg Van Avermaet                 | 25°                               | 26                         | Axel Zingle                | 51°                        |
| 7                           | Siebe Roesems               | R                           | 17                                | Antoine Raugel                    | R                                 | 27                         | Joshua Gudnitz             | R                          |
| Lidl-Trek                   | Lidl-Trek                   | Lidl-Trek                   | Lotto Dstny                       | Lotto Dstny                       | Lotto Dstny                       | Team Arkéa-Samsic          | Team Arkéa-Samsic          | Team Arkéa-Samsic          |
| N°                          | Ciclista                    | Clas.                       | N°                                | Ciclista                          | Clas.                             | N°                         | Ciclista                   | Clas.                      |
| 31                          | Julien Bernard              | 37°                         | 41                                | Arnaud De Lie                     | 1°                                | 51                         | Nacer Bouhanni             | R                          |
| 32                          | Tony Gallopin               | 49°                         | 42                                | Ramses Debruyne                   | 65°                               | 52                         | Amaury Capiot              | 57°                        |
| 33                          | Tony Gallopin               | 31°                         | 43                                | Victor Campenaerts                | 44°                               | 53                         | Élie Gesbert               | 22°                        |
| 34                          | Alex Kirsch                 | R                           | 44                                | Alec Segaert                      | 36°                               | 54                         | Mathis Le Berre            | 27°                        |
| 35                          | Toms Skujiņš                | 9°                          | 45                                | Frederik Frison                   | R                                 | 55                         | Matis Louvel               | R                          |
| 36                          | Jasper Stuyven              | 20°                         | 46                                | Maxim Van Gils                    | 40°                               | 56                         | Laurent Pichon             | R                          |
| 37                          | Otto Vergaerde              | R                           | 47                                | Florian Vermeersch                | 13°                               | 57                         | Florian Dauphin            | R                          |
| Soudal Quick-Step           | Soudal Quick-Step           | Soudal Quick-Step           | Israel-Premier Tech               | Israel-Premier Tech               | Israel-Premier Tech               | Intermarché-Circus-Wanty   | Intermarché-Circus-Wanty   | Intermarché-Circus-Wanty   |
| N°                          | Ciclista                    | Clas.                       | N°                                | Ciclista                          | Clas.                             | N°                         | Ciclista                   | Clas.                      |
| 61                          | Dries Devenyns              | 43°                         | 71                                | Guillaume Boivin                  | 58°                               | 81                         | Aimé De Gendt              | 14°                        |
| 62                          | Kasper Asgreen              | 46°                         | 72                                | Ben Hermans                       | 56°                               | 82                         | Biniam Girmay              | 16°                        |
| 63                          | Yves Lampaert               | 8°                          | 73                                | Krists Neilands                   | NP                                | 83                         | Lorenzo Rota               | 6°                         |
| 64                          | Florian Sénéchal            | 5°                          | 74                                | Jens Reynders                     | 52°                               | 84                         | Dion Smith                 | R                          |
| 65                          | Pieter Serry                | 38°                         | 75                                | Corbin Strong                     | 3°                                | 85                         | Mike Teunissen             | 24°                        |
| 66                          | Stan Van Tricht             | 12°                         | 76                                | Tom Van Asbroeck                  | 53°                               | 86                         | Dries De Pooter            | R                          |
| 67                          | Louis Vervaeke              | 32°                         | 77                                | Brady Gilmore                     | R                                 | 87                         | Georg Zimmermann           | 7°                         |
| Uno-X Pro Cycling Team      | Uno-X Pro Cycling Team      | Uno-X Pro Cycling Team      | Q36.5 Pro Cycling Team            | Q36.5 Pro Cycling Team            | Q36.5 Pro Cycling Team            | TotalEnergies              | TotalEnergies              | TotalEnergies              |
| N°                          | Ciclista                    | Clas.                       | N°                                | Ciclista                          | Clas.                             | N°                         | Ciclista                   | Clas.                      |
| 91                          | Anthon Charmig              | 15°                         | 101                               | Jack Bauer                        | 77°                               | 111                        | Fabien Doubey              | 42°                        |
| 92                          | Martin Urianstad            | 29°                         | 102                               | Fabio Christen                    | 19°                               | 112                        | Sandy Dujardin             | 17°                        |
| 93                          | Ådne Holter                 | R                           | 103                               | Tom Devriendt                     | NP                                | 113                        | Émilien Jeannière          | R                          |
| 94                          | Niklas Larsen               | 79°                         | 104                               | Tobias Ludvigsson                 | 78°                               | 114                        | Julien Simon               | R                          |
| 95                          | William Blume Levy          | 63°                         | 105                               | Matteo Moschetti                  | 81°                               | 115                        | Geoffrey Soupe             | 28°                        |
| 96                          | Tobias Johannessen          | 4°                          | 106                               | Cyrus Monk                        | 74°                               | 116                        | Anthony Turgis             | 10°                        |
| 97                          | Rasmus Tiller               | 2°                          | 107                               | Joey Rosskopf                     | 75°                               | 117                        | Dries Van Gestel           | 45°                        |
| Team Flanders-Baloise       | Team Flanders-Baloise       | Team Flanders-Baloise       | Bingoal WB                        | Bingoal WB                        | Bingoal WB                        | Human Powered Health       | Human Powered Health       | Human Powered Health       |
| N°                          | Ciclista                    | Clas.                       | N°                                | Ciclista                          | Clas.                             | N°                         | Ciclista                   | Clas.                      |
| 121                         | Alex Colman                 | 60°                         | 131                               | Louis Blouwe                      | 55°                               | 141                        | Stanisław Aniołkowski      | R                          |
| 122                         | Kamiel Bonneu               | 64°                         | 132                               | Cériel Desal                      | 61°                               | 142                        | Stephen Bassett            | 76°                        |
| 123                         | Vito Braet                  | 48°                         | 133                               | Luca De Meester                   | 71°                               | 143                        | Charles-É. Chrétien        | R                          |
| 124                         | Gilles De Wilde             | 73°                         | 134                               | Rémy Mertz                        | 66°                               | 144                        | Pier-André Côté            | 72°                        |
| 125                         | Ruben Apers                 | 21°                         | 135                               | Ludovic Robeet                    | R                                 | 145                        | Bart Lemmen                | 54°                        |
| 126                         | Sander De Pestel            | 35°                         | 136                               | Luca Van Boven                    | 33°                               | 146                        | Scott McGill               | R                          |
| 127                         | Ward Vanhoof                | R                           | 137                               | Guillaume V. Keirsbulck           | R                                 | 147                        | Sebastian Schönberger      | 70°                        |
| Bolton Equities Black Spoke | Bolton Equities Black Spoke | Bolton Equities Black Spoke | Matériel-vélo.com                 | Matériel-vélo.com                 | Matériel-vélo.com                 | VolkerWessels Cycling Team | VolkerWessels Cycling Team | VolkerWessels Cycling Team |
| N°                          | Ciclista                    | Clas.                       | N°                                | Ciclista                          | Clas.                             | N°                         | Ciclista                   | Clas.                      |
| 151                         | Mark Stewart                | 62°                         | 171                               | Theo Bonnet                       | R                                 | 181                        | Rindert Buiter             | R                          |
| 152                         | Rory Townsend               | R                           | 172                               | Clément Vasseur                   | R                                 | 182                        | Zak Coleman                | R                          |
| 153                         | Jacob Scott                 | 59°                         | 173                               | Johan Vincent                     | R                                 | 183                        | Jasper Haest               | R                          |
| 154                         | James Fouché                | 34°                         | 175                               | Alexandre Kess                    | R                                 | 184                        | Bert-Jan Lindeman          | R                          |
| 155                         | Ryan Christensen            | R                           | 176                               | Tristan Scherpenbergh             | 69°                               | 185                        | Peter Schulting            | NP                         |
| 156                         | Paul Wright                 | 41°                         | 177                               | Alessandro Tuscano                | R                                 | 187                        | Thimo Willems              | R                          |
| 157                         | Victor Vercouillie          | 83°                         |                                   |                                   |                                   |                            |                            |                            |
| Abloc CT                    | Abloc CT                    | Abloc CT                    | Van Rysel-Roubaix Lille Metropole | Van Rysel-Roubaix Lille Metropole | Van Rysel-Roubaix Lille Metropole |                            |                            |                            |
| N°                          | Ciclista                    | Clas.                       | N°                                | Ciclista                          | Clas.                             |                            |                            |                            |
| 191                         | Mike Schuch                 | R                           | 201                               | Célestin Guillon                  | R                                 |                            |                            |                            |
| 192                         | Luuk Herben                 | R                           | 202                               | Maxime Jarnet                     | 26°                               |                            |                            |                            |
| 193                         | Jan-Willem van Schip        | R                           | 203                               | Maximilien Juillard               | 80°                               |                            |                            |                            |
| 194                         | Meindert Weulink            | 84°                         | 205                               | Jérémy Leveau                     | 47°                               |                            |                            |                            |
| 195                         | Nils Sinschek               | 68°                         | 206                               | Norman Vahtra                     | R                                 |                            |                            |                            |
| 196                         | Otto van Zanden             | 67°                         | 207                               | Kenny Molly                       | 82°                               |                            |                            |                            |
| 197                         | Martijn Rasenberg           | R                           |                                   |                                   |                                   |                            |                            |                            |